# Lijst van burgemeesters van Nisse
Dit is een lijst van burgemeesters van de voormalige Nederlandse gemeente Nisse tot die gemeente in 1970 opging in de gemeente Borsele.
| Ambtsperiode | Naam burgemeester                               | Partij of stroming | Bijzonderheden |
| ------------ | ----------------------------------------------- | ------------------ | --- |
| 18?? - 1847  | Adriaan (A.) Tolhoek                            |                    | |
| 1847 - 1853  | Gerard (G.) Nieuwenhuijze                       |                    | |
| 1853 - 1874  | C. de Fouw                                      |                    | tevens burgemeester van Ovezande (1853-1874), Driewegen (1867-1874) en Ellewoutsdijk (1867-1874)                          |
| 1874 - 1878  | jhr. mr. Meijnart Johan de Marees van Swinderen |                    | Tevens burgemeester van Ovezande en Driewegen                                                                             |
| 1878 - 1920  | Dirk (D.) Mulder                                |                    | tevens burgemeester van Ovezande en Driewegen, eerder burgemeester van Breskens                                           |
| 1920 - 1946  | Andries (A.) van der Poest Clement              |                    | |
| 1946 - 1964  | Jan Diderik Jansen                              | CHU                | tevens burgemeester van 's-Gravenpolder en 's-Heer Abtskerke, later burgemeester van Ankeveen, 's-Graveland en Kortenhoef |
| 1965 - 1970  | jhr.mr. Louis Pierre Quarles van Ufford         | CHU                | tevens burgemeester van 's-Gravenpolder en 's-Heer Abtskerke, later burgemeester van Hengelo (Gld.)                       |